# Atlántida (tỉnh)
Atlántida là một tỉnh nằm ở bờ bắc biển Caribe của Honduras. Tỉnh lỵ là thành phố hải cảng La Ceiba.
Trong những thập kỷ qua, ngành du lích đã trở thành ngành kinh tế quan trọng nhất của vùng duyên hải. Năm 2005, dân số ước khoảng 372.532 người, diện tích 4.251 km².
Tỉnh được lập năm 1902 từ lãnh thổ thuộc Colón, Cortés, và Yoro. Năm 1910, tỉnh này có dân số 11.370 người.

## Các đô thị
1. Arizona
2. El Porvenir
3. Esparta
4. Jutiapa
5. La Ceiba
6. La Masica
7. San Francisco
8. Tela